# Linie van Axel I
De Linie van Axel I is een onderdeel van de Staats-Spaanse Linies op Staats grondgebied bij de versterkte stad Axel in Oost-Zeeuws-Vlaanderen.
Deze Linie is gebouwd op een dijk van de mislukte aanleg van polder Beoosten-Blij, die zich bevond tussen Axel en Hulst. Ze is aangelegd in 1596 na de inname van Axel door Staatse troepen en bestond uit de volgende forten:
- Fort Sint-Margriet, later Fort Nassau genoemd,
- Fort Kijkuit
- Fort Hendrik Filip, later Fort Zeeland genoemd

Deze forten waren gelegen langs de Liniedijk, die nog geheel in het landschap aanwezig is.
De Linie van Axel I heeft vermoedelijk maar kort gefunctioneerd en werd omstreeks 1600 al verlaten. Kort na 1700, in het kader van de Spaanse Successieoorlog, werd de linie gemoderniseerd door Menno van Coehoorn (Linie van Axel II). De forten langs de linie kregen toen de benamingen Fort Nassau en Fort Zeeland. Ze werd in 1747, tijdens de Oostenrijkse Successieoorlog, door de Fransen geslecht om in 1784 weer tijdelijk in gebruik te zijn genomen, om zich tegen de Franse troepen te beschermen.